# Ляйнефельде-Ворбіс
Ляйнефельде-Ворбіс (нім. Leinefelde-Worbis) — місто в Німеччині, розташоване в землі Тюрингія. Входить до складу району Айхсфельд.
Площа — 96,55 км2. Населення становить 20 119 ос. (станом на 31 грудня 2021).